# Університет Іллінойсу в Урбана-Шампейн
Університе́т Іллінойсу в Урба́на-Шампейн (англ. University of Illinois at Urbana-Champaign, UIUC) — найбільший з кампусів Університету Іллінойсу. Заснований у 1867 р.
Розташований в містах що злилися — Урбана і Шампейн (40 ° 06'36 .88 «північної широти, 88 ° 13'38 .13» західної довготи) в центрі штату Іллінойс. Населення — близько 42 тисяч студентів та аспірантів (багато іноземців), понад 2 тисяч професорів, з них 11 нобелівських лауреатів.
Бюджет університету перевищує 1 млрд дол. США на рік (1,371 млрд на 2006 р.).
Університет має розвинуту комп'ютерну мережу — понад 65 тис. користувачів.
Бібліотека має найбільшу у світі колекцію серед університетів: понад 24 млн одиниць зберігання. Зокрема, Іллінойський університет в Урбана-Шампейн має одну з найбільших у США колекцій славістики, в тому числі українською мовою.
В університеті функціонує близько 1000 різних студентських організацій.
Іллінойський університет в Урбана-Шампейн — один з найкращих університетів США з багатьох спеціальностей, зокрема — фізика твердого тіла, бібліотекар, інженер-матеріалознавець).
При університеті працює Літня лабораторія Росії та Східної Європи, Українська науково-дослідна програма Іллінойського університету в Урбана-Шампейн.

## Структура університету

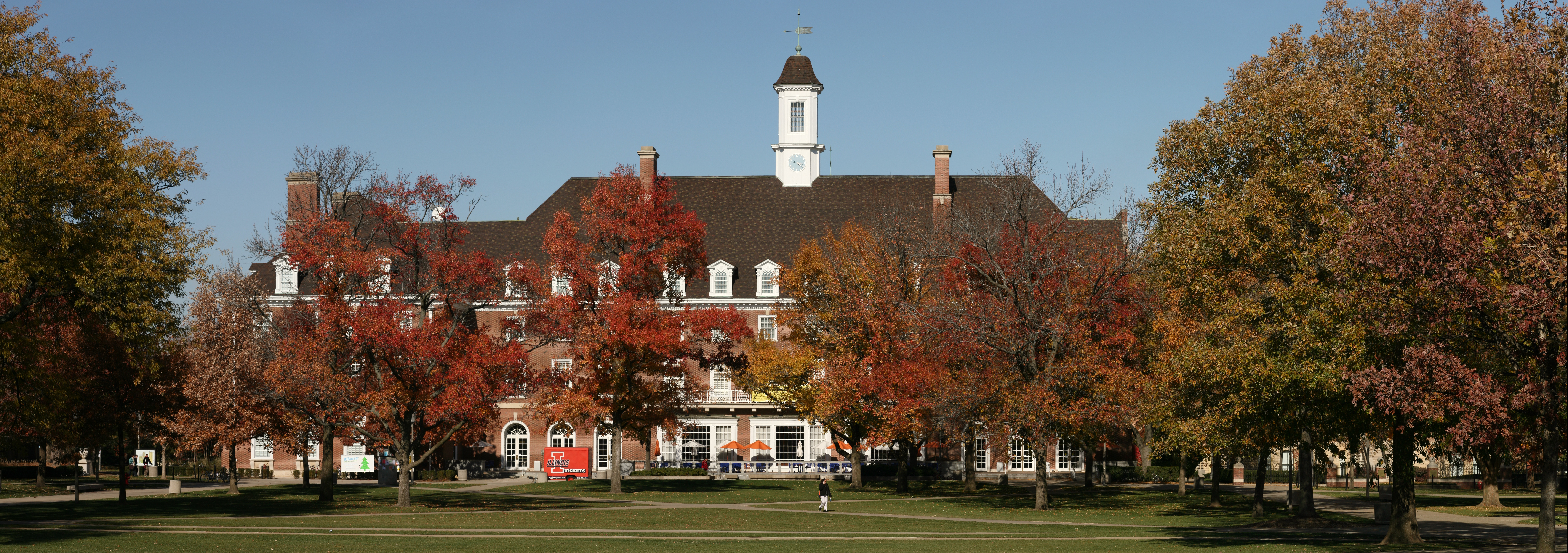
Кампус Іллінойського університету в Урбана-Шампейн

У складі університету знаходяться 17 коледжів і підрозділів:
- Коледж сільського господарства, споживчих та екологічних наук
- Коледж прикладних наук в охороні здоров'я
- Інститут авіації
- Бізнес коледж
- Педагогічний коледж
- Інженерний коледж
- Вища школа образотворчого та прикладного мистецтва
- Юридичний коледж
- Інститут вільних мистецтв і наук
- Коледж медіа
- Відділ загальних досліджень
- Коледж ветеринарної медицини
- Коледж вищої освіти
- Вища школа бібліотекознавства та інформації
- Медичний коледж в Урбана-Шампейн
- Школа праці і трудових відносин
- Школа соціальної роботи

## Відомі випускники
- Джон Бардін
- Айрін Гант
- Ендрю Яо — вчений у галузі теорії обчислювальних систем
- Максиміліан Левчин — американський веброзробник і програміст, найбільш відомий як один з творців PayPal — найбільшої в світі системи електронних платежів.
- Ейнар Гауген — американський лінгвіст, письменник.
- Мартін Ебергард — засновник Tesla Motors.

## Програми
- Українська науково-дослідна програма Університету Іллінойсу в Урбана-Шампейн